# Johan Anders Johansson

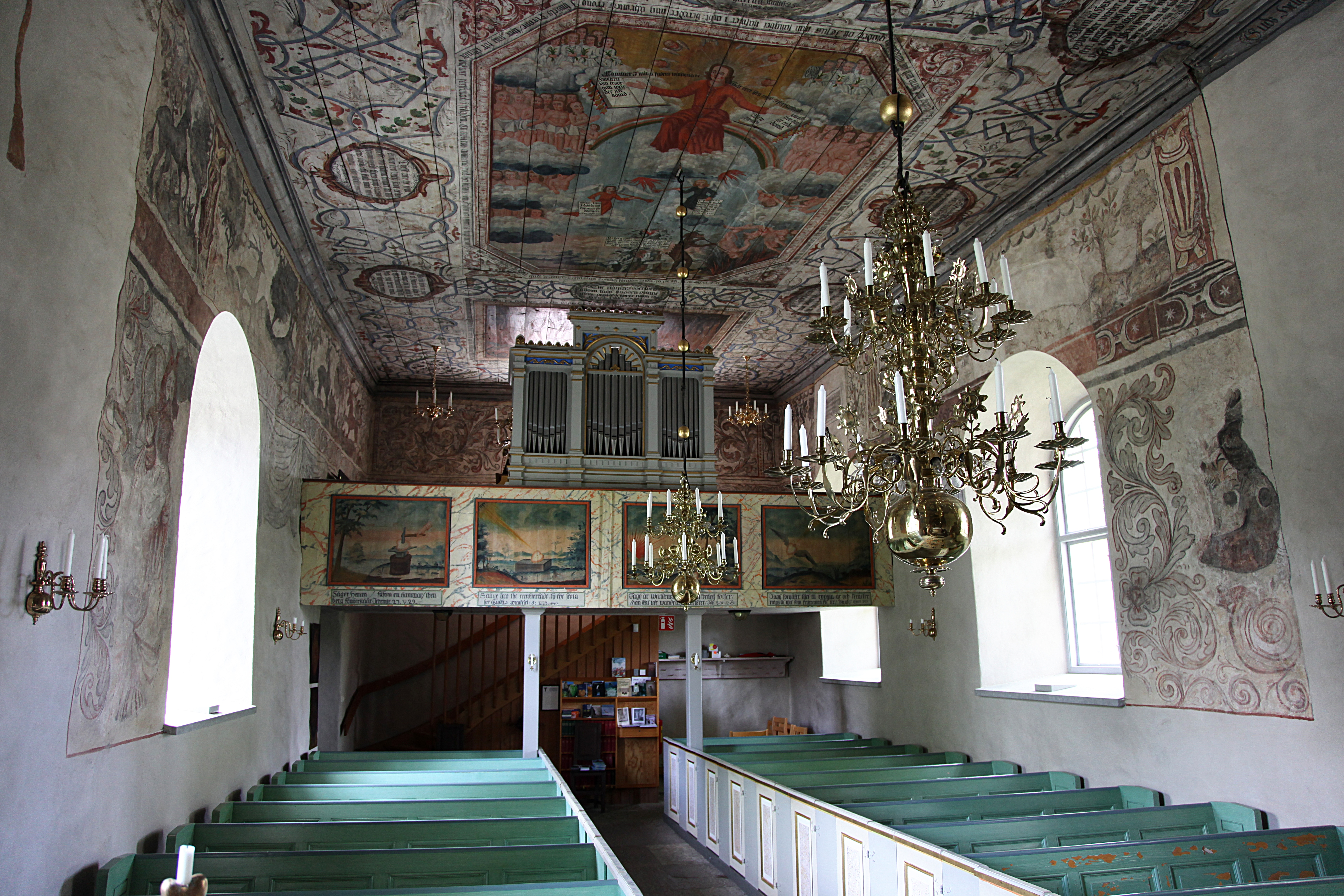
Interiör av Fullösa kyrka med Johanssons orgelfasad.

Anders Johan Johansson, född 25 september 1852 i Blidsbergs socken, Älvsborgs län, död 25 mars 1891 i Friggeråkers socken, Skaraborgs län, var en svensk orgelbyggare.  Han kom att bygga ett femtontal orglar i Skara och Karlstads stift och sysslade även med reparationer. 

## Biografi
Anders Johan Johansson föddes 25 september 1852 på Kringlebacken i Blidsbergs socken. Han var son till torparen Johannes Andersson och Sara Johanna Johansdotter. Han blev 1873 lärling hos orgelbyggaren Erik Adolf Setterquist på Setterquist & Son i Örebro. Johansson började 1883 att arbeta som orgelbyggare i Ulricehamn. Han flyttade 1885 till Torbjörntorps socken. Johansson avled 25 mars 1891 i Friggeråkers socken av tuberkulos.
Han startade i slutet av 1870-talet en egen verkstad först i Ulricehamn och därefter i Mösseberg i närheten av Falköping. 

## Medarbetare
Carl Axel Härngren gick i lära hos Johansson på 1880-talet.

## Orglar
| År   | Ursprunglig kyrka             | Stift     | Bild | Manualer | Pedal | Stämmor | Bevarad orgel/fasad | Övrigt                                      |
| ---- | ----------------------------- | --------- | ---- | -------- | ----- | ------- | ------------------- | ------------------------------------------- |
| 1873 | Kinne-Kleva kyrka             | Skara     |      |          |       |         |                     |                                             |
| 1880 | Utvängstorps kyrka            | Skara     |      |          |       |         | ?/Ja                |                                             |
| 1881 | Näs kyrka, Västergötland      | Skara     |      |          |       |         | Ja/Ja               |                                             |
| 1881 | Lavads kyrka                  | Skara     |      |          |       |         | Ja/Ja               |                                             |
| 1883 | Råda kyrka                    | Skara     |      |          |       |         | ?/Nej               |                                             |
| 1884 | Lagmansereds kyrka            | Skara     |      |          |       |         |                     |                                             |
| 1884 | Ryda kyrka                    | Skara     |      |          |       |         | ?/Ja                | Fasaden byggdes av Fredrik Ekberg.          |
| 1885 | Lyrestads kyrka               | Skara     |      |          |       |         |                     |                                             |
| 1886 | Fullösa kyrka                 | Skara     |      |          |       |         | Nej/Ja              |                                             |
| 1886 | Blidsbergs kyrka              | Skara     |      |          |       |         |                     |                                             |
| 1886 | Mellby kyrka                  |           |      |          |       |         |                     |                                             |
| 1887 | Torbjörntorps kyrka           | Skara     |      |          |       |         | ?/Ja                | Fasaden ritades av Carl Fredrik Ekholm.     |
| 1887 | Trästena kyrka                | Skara     |      |          |       |         |                     |                                             |
| 1887 | Fägre kyrka                   | Skara     |      |          |       |         |                     |                                             |
| 1888 | Lungsunds kyrka               | Karlstads |      |          |       |         |                     | Ombyggnation.                               |
| 1888 | Molla kyrka                   | Skara     |      |          |       |         |                     |                                             |
| 1889 | Mössebergs kyranstalts kapell |           |      |          |       |         |                     |                                             |
| 1889 | Svartrå kyrka                 | Göteborgs |      |          |       |         |                     |                                             |
| 1889 | Ljushults kyrka               | Göteborgs |      |          |       |         |                     |                                             |
| 1891 | Borgunda kyrka                | Skara     |      |          |       |         | ?/Ja                | Fullbordad av Johannes Magnusson, Göteborg. |

- 1886 - Ekby kyrka, bevarad orgel och fasad.